# Fernande Albany
Pour les articles homonymes, voir Albany.
Fernande Françoise Raoult dite Fernande Albany, née le 22 décembre 1889 à Lison (Calvados) et morte le 25 novembre 1966 dans le 16e arrondissement de Paris, est une actrice de théâtre et de cinéma française.

## Biographie
Fille d'un domestique et d'une couturière, Fernande Raoult monte à Paris où elle effectue sous le nom de Fernande Albany une carrière au théâtre et au cinéma, en particulier dans des courts-métrages réalisés par Georges Méliès.
Morte à l'âge de 76 ans en son domicile parisien de la rue Mirabeau, elle est inhumée au cimetière du Père-Lachaise (94e division) le 29 décembre suivant.
Fernande Albany avait été mariée aux acteurs André Roanne en octobre 1917 et Charles Dechamps en novembre 1925.

## Filmographie
Films muets
- 1904 : Le Voyage à travers l'impossible de Georges Méliès : Madame Latrouille
- 1905 : Le Raid Paris-Monte Carlo en deux heures de Georges Méliès
- 1907 : Le Tunnel sous la Manche ou le Cauchemar franco-anglais de Georges Méliès
- 1907 : Pauvre John ou les Aventures d'un buveur de whisky de Georges Méliès
- 1907 : Le Mariage de Victorine de Georges Méliès : Victorine
- 1908 : Le Nouveau Seigneur du village de Georges Méliès : la mère
- 1908 : Photographie électrique à distance de Georges Méliès : la cliente
- 1908 : Les Patineurs de Georges Méliès : une patineuse
- 1908 : Épreuves ou les malheurs d'un savetier de Georges Méliès
- 1912 : À la conquête du pôle de  Georges Méliès
- 1920 : Les Femmes collantes de Georges Monca

Films parlants
- 1931 : Flagrant délit de Georges Tréville et Hanns Schwarz : Hortense
- 1934 : N'épouse pas ta fille de Willy Rozier
- 1936 : Le Mort en fuite d'André Berthomieu : Olga Stéfany
- 1961 : Le Nain, téléfilm de Pierre Badel : Mary
- 1965 : Le Naïf amoureux, téléfilm de Philippe Ducrest : Madame Rades
- 1967 : Par mesure de silence, téléfilm de Philippe Ducrest : la concierge

## Théâtre
- 1920 : L'alcôve de Marianne de Félix Gandéra, Théâtre de l'Athénée
- 1926 : No, No, Nanette comédie musicale, adaptation française au théâtre Mogador[6]
- 1935 : Les fontaines lumineuses de Georges Berr et Louis Verneuil
- 1937 : Crépuscule du théâtre de Henri-René Lenormand, Théâtre du Vieux-Colombier, Metteur en scène : René Rocher